# Uvite
L'uvite è un minerale.